# Yolanda Sanroman
Yolanda Sanroman Elexpuru (Vigo, 31 de agosto de 1975) es una exjugadora de balonmano española que jugaba de primera línea. 

## Trayectoria
Criada en la cantera del Citroën de Vigo (Ría de Vigo), siguió su carrera en los equipos inferiores del Balonmano Porriño, con el que debutó en la máxima división española y compitió durante 4 temporadas.
En el 2001 fichó por el Balonmano Montcada.Con el conjunto catalán estuvo hasta el 2003 para jugar una temporada con el Itxako en 2004,año en el que debutó en competición europea, la EHF Cup. De ahí saltó, dos temporadas, al Farho Gijón y, en 2006, volvió al conjunto estellés, en un equipo que contó con Silvia Navarro, Nely Carla Alberto, Anabella Forner o Silvia Ederra. En 2007 salía del conjunto navarro, cuando aún le quedaba una temporada por cumpliry acabó en el vasco Bera Bera. Al conjunto donostiarra llegó a la vez que Montse Puche y Eider Rubio.También en su época en el Akaba Bera Bera y participó en la Recopa de Europa del 2007/08 y la EHF Cup de la 2008/09.
En 2009, con 33 años, fichó por el Balonmano Castro, último año en la máxima división española, en el que volvió a compartió equipo con Silvia Ederra, además de Patricia Elorza o Ana Temprano.

### Clubes
- -2001: Balonmano Porriño
- 2001-03: Bm Montcada
- 2003-04: SD Itxako Estella
- 2004-06: Farho Gijón
- 2006-07: SD Itxako Estella
- 2007-09: Akaba Bera Bera
- 2009-10: Balonmano Castro

### Selección nacional
Tercera viguesa en acudir a la selección española, compitió con el equipo nacional desde el 2005 hasta el 2007. En su periplo, una medalla de oro en los Juegos del Mediterráneo de Almería 2005 junto a Bego Fernández y su participación en el Europeo 2006 junto a Miguel Ángel Florido.

## Trofeos y galardones
- 1 x Copa de la Reina (2008/09)

### Selección española
- 1 x Medalla de oro de los Juegos Mediterráneos (Almería 2005)

### Reconocimientos
- Medalla al mérito deportivo de la Federación Gallega de Balonmano.[15]